# چو جینگیو
شیو جینگیو (به انگلیسی: Qu Jingyu) (زادهٔ ۱۶ اکتبر ۱۹۸۶) شناگر اهل چین است.